# Adolf Schwarz (Rabbiner)
Adolf Arye Schwarz (hebräisch אדולף אריה שוורץ; geboren 15. Juli 1846 in Adásztevel bei Pápa, Kaisertum Österreich; gestorben 13. Februar 1931 in Wien) war ein österreichisch-ungarischer Rabbiner und Publizist.

## Leben
Adolf Schwarz begann sein Talmud-Studium bei seinem Vater Jacob Schwarz, der Rabbiner in Adász-Tevel war. Anschließend besuchte er das Gymnasium in Pápa und danach die Universität Wien, wo er Philosophie studierte. Dabei nahm er Unterricht bei A. Jellinek und I. H. Weiss am dortigen Israelitischen Bethausverein Beth Hamidrasch Talmud Tora. Seit 1867 besuchte er das Jüdisch-Theologische Seminar in Breslau und setzte sein Studium der Philosophie dort fort. Von 1870 bis 1872 publizierte er zwei mit Preisen ausgezeichneten Essays: „Über Jacobi's oppositionelle Stellung zu Kant, Fichte und Schelling“ (Dissertationsschrift) und „Über das Jüdische Kalenderwesen.“
Nachdem er das Breslauer Seminar abgeschlossen hatte, erhielt er ein Angebot, an der Landesrabbinerschule in Budapest zu lehren, aber da die Eröffnung dieser Schule verschoben wurde, ging er nach Karlsruhe, wo er 18 Jahre lang als Stadt- und Konferenzrabbiner tätig war. 1893 wurde er nach Wien gerufen, wo er als Rektor der neuen Israelitisch-Theologischen Lehranstalt (ITLA) tätig wurde.
Sein Sohn war der Rabbiner und Kodikologe Arthur Zacharias Schwarz.

## Publikationen (Auswahl)
- Der jüdische Kalender historisch und astronomisch untersucht, Breslau 1872.
- Sabbathpredigten zu den Wochenabschnitten der Fünf Bücher Moses, 5 Bände, Karlsruhe, 1879–1883.
- Festpredigten für Alle Hauptfeiertage des Jahres, Karlsruhe 1884.
- Predigten. Neue Folge,  Karlsruhe 1892.
- Die Tosefta der Ordnung Moëd. Karlsruhe 1879; Band I
- Der Tractat Schabbath,  Karlsruhe 1879; Band II.
- Der Tractat Erubin, Karlsruhe 1882
- Tosefta Juxta Mischnarum Ordinum Recomposita et Commentario Instructa, Band I „Seraim“ Wilna, 1890 [Hebr.]; Band II „Chulin“ Frankfurt, 1902
- „Die Controversen der Schammaiten und Hilleliten. Ein Beitrag zur Entwickelungsgeschichte der Hillel-Schule“, in: Jahresbericht der Israelitisch-Theologischen Lehranstalt, Wien 1893
- Die Hermeneutische Analogie in der Talmudischen Literatur, Wien 1897
- Der Hermeneutische Syllogismus in der Talmudischen Literatur. Ein Beitrag zur Geschichte der Logik im Morgenlande, Wien 1901